# Nichtlineare Stabstatik
Die nichtlineare Stabstatik ist eine Statik, die auf stabförmige Bauteile angewendet werden kann und insbesondere für wirklichkeitsnahe Berechnungen schlanker Druckglieder, Stützen und Balken aus Stahlbeton oder Spannbeton von Bedeutung ist. Sie berücksichtigt nichtlineare Schnittgrößen-Verzerrungs-Beziehungen (physikalische Nichtlinearität); dies schließt auch die Berücksichtigung linearer Schnittgrößen-Verzerrungs-Beziehungen als Sonderfall mit ein.
Wenn erforderlich, wird das Gleichgewicht nach Theorie II. Ordnung unter Berücksichtigung der Auswirkungen von Tragwerksverformungen berechnet (geometrische Nichtlinearität).

## Mathematische Formulierung
Die Schnittgrößen-Verzerrungs-Beziehungen werden mit nichtlinear oder linear-elastischen Spannungs-Dehnungs-Beziehungen
{\displaystyle \sigma =f(\varepsilon )} berechnet. Es gilt das Ebenbleiben des Querschnitts. Zur Dehnungsebene
{\displaystyle \varepsilon (y,z)=\varepsilon _{0}+y\cdot \mathrm {d} \varepsilon /\mathrm {d} y+z\cdot \mathrm {d} \varepsilon /\mathrm {d} z}
werden die inneren Schnittgrößen, die Spannungsresultanten
{\displaystyle R=[N,M_{y},M_{z}]=\int [1,z,-y]\cdot \sigma (y,z)\ \mathrm {d} A,}
vorzugsweise durch numerische Integration der Spannungen
{\displaystyle \sigma (y,z)=f[\varepsilon (y,z)]}
berechnet (Spannungsintegration).
In Verbundquerschnitten, beispielsweise in Stahlbeton- oder Spannbetonquerschnitten, sind anstelle der Dehnungen {\displaystyle \varepsilon (y,z)}, die durch die Dehnungsebene bestimmt sind, spannungsabhängige Dehnungen {\displaystyle \varepsilon _{\sigma }(y,z)} wie folgt zu bilden, um mit ihnen die Spannungen {\displaystyle \sigma (\varepsilon _{\sigma })} aus Spannungs-Dehnungs-Linien zu bestimmen.
Mit den thermischen Dehnungen {\displaystyle \varepsilon _{th}(y,z)} ergibt sich:
- für Betonstahl:

{\displaystyle \varepsilon _{\sigma s}(y,z)=\varepsilon (y,z)-\varepsilon _{th}(y,z)}
- für Spannstahl mit der Vordehnung {\displaystyle \varepsilon _{p}}:

{\displaystyle \varepsilon _{\sigma p}(y,z)=\varepsilon (y,z)-\varepsilon _{th}(y,z)+\varepsilon _{p}}.
Zur Berücksichtigung von Kriechen (Kriechzahl {\displaystyle \varphi }) und Schwinden (Schwinddehnung {\displaystyle \varepsilon _{cs}}) dient die spannungsabhängige Betondehnung:
{\displaystyle \varepsilon _{\sigma c}(y,z)=[\varepsilon (y,z)-\varepsilon _{th}(y,z)-\varepsilon _{cs}]/(1+\varphi )}.
Die zu einer äußeren Einwirkung
{\displaystyle S=[N,\ M_{y},\ M_{z}]}
gehörende Dehnungsebene muss die Bedingung {\displaystyle R=S} erfüllen. Hierzu ist ein nichtlineares Gleichungssystem für die drei Unbekannte iterativ zu lösen, für die Dehnung {\displaystyle \varepsilon _{0}} im Nullpunkt des {\displaystyle y}-{\displaystyle z}-Koordinatensystems des Querschnitts und für die beiden Verkrümmungen {\displaystyle 1/r_{y}=\mathrm {d} \varepsilon /\mathrm {d} y} und {\displaystyle 1/r_{z}=\mathrm {d} \varepsilon /\mathrm {d} z}. Hierzu ist das Broyden-Verfahren sehr gut geeignet (s. unten).
Für die linear elastische Spannungs-Dehnungs-Beziehung {\displaystyle \sigma (\varepsilon )=E\cdot \varepsilon } und das {\displaystyle y}-{\displaystyle z}-Hauptachsensystem ergibt die Spannungsintegration:
{\displaystyle R=[N,M_{y},M_{z}]=[\varepsilon _{0}\cdot EA,EI_{y}/r_{y},EI_{z}/r_{z}]}.
Nur für diesen Sonderfall können die einzelnen Elemente des Verzerrungsvektors oder des Dehnungszustandes {\displaystyle D} unmittelbar ohne Iteration mit den Querschnittswerten {\displaystyle A,\ I_{y}} und {\displaystyle I_{z}} berechnet werden:
{\displaystyle D=[\varepsilon _{0},1/r_{y},1/r_{z}]=[N/EA,M_{y}/EI_{y},M_{z}/EI_{z}].}

## Baupraktische Bedeutung
Die Berücksichtigung nichtlinearer Schnittgrößen-Verzerrungs-Beziehungen ist zur Berechnung des wirklichkeitsnahen Tragverhaltens (Bauteilverformungen, Tragfähigkeiten) von Tragwerken insbesondere aus Stahlbeton oder Spannbeton unerlässlich. Risse führen zu größeren Bauteilverformungen und verminderter Bauteilsteifigkeit. 
- Wegen der Verminderung der Bauteilsteifigkeit ist es ein Gebot der Sicherheit, die Tragfähigkeit schlanker Druckglieder und Stützen mit nichtlinearen Verfahren nach Theorie II. Ordnung nachzuweisen.
- Die Auswirkungen behinderter oder eingeprägter Verformungen (Zwang) werden mit nichtlinearen Verfahren wegen der Verminderung der Bauteilsteifigkeit zutreffender ermittelt, was wirtschaftlichere Konstruktionen ermöglicht.
- Für die Schnittgrößenermittlung in statisch unbestimmt gelagerten Balken reichen lineare Verfahren aus. Es kommt auf das Verhältnis der Verformungen positiv verkrümmter Feldbereiche gegenüber negativ verkrümmten Stützbereichen an (relative Verformungen). Dieses Verhältnis ändert sich durch die Rissbildung nur unbedeutend.
- Zur Spannungsintegration muss die Bewehrung bekannt sein. Dies ist ein bedeutender Nachteil für die Anwendung nichtlinearer Verfahren. Zur wirklichkeitsnahen Berechnung vorhandener Tragwerke mit bekannter Bewehrung besteht dieser Nachteil dagegen nicht.
- Wegen des numerischen Aufwandes erfordert die Anwendung nichtlinearer Verfahren geeignete matrizenorientierte Mathematikprogramme oder entsprechende Anwendungs-Programme.

## Stabberechnungen
Klassische Verfahren der Baustatik gelten für lineare Schnittgrößen-Verzerrungs-Beziehungen. Zur Berücksichtigung nichtlinearer Schnittgrößen-Verzerrungs-Beziehungen werden Matrizenverfahren mit Computerprogrammen angewendet. Am bekanntesten ist die Finite-Elemente-Methode (FEM). Bei FEM-Berechnungen mit nichtlinearen Spannungs-Dehnungs-Beziehungen ist das Konvergenzverhalten der iterativen Berechnung durch die Größe der finiten Elemente, durch die Größe der Lastinkrementierung und durch die Unstetigkeit der Spannungs-Dehnungs-Beziehung beeinflusst. Beim Anwender müssen entsprechende Kenntnisse zur geeigneten Tragwerksmodellierung vorausgesetzt werden.
Für Stabtragwerke ist die Kombination des Drehwinkelverfahrens mit der Einzelstab-Berechnung eine zweckmäßige Alternative zu FEM-Berechnungen. Die stabweise Berechnung der einzelnen Stäbe des Tragwerks kann nach dem Übertragungsverfahren oder durch numerisches Lösen des Systems der Differentialgleichungen erfolgen. Insgesamt verbleiben erhebliche weniger Unbekannte. Dies verbessert die Konvergenz der iterativen Berechnung erheblich.

### Numerisches Berechnen des Systems der Differentialgleichungen
Die klassische Differentialgleichung 4. Ordnung für den linear-elastischen Stab unter einachsiger Biegung und ohne Drillung
{\displaystyle EI\ w''''(x)+N\ w''(x)=q(x)}
wird als System von vier Differentialgleichungen 1. Ordnung formuliert.
Die Matrix mit den vier Zustandsgrößen
{\displaystyle Z=[Q,M,\varphi ,w;0\ldots x\ldots l]}
für alle Stellen {\displaystyle x} des Stabes wird aus den Gradienten an den Stellen {\displaystyle x} des Stabes
{\displaystyle \mathrm {d} Z(x)/\mathrm {d} x=[q(x)+N(x)\cdot 1/r(M(x)),Q(x),1/r(M(x)),\varphi (x)]}
mit Hilfe von numerischen Verfahren zur Lösung von Differentialgleichungen 1. Ordnung berechnet (Runge, Heun).
Bei zweiachsiger Biegung ergeben sich sinngemäß acht Differentialgleichungen 1. Ordnung.
Die Verkrümmungen {\displaystyle 1/r(M(x))=k(M(x))} werden zu den Biegemomenten {\displaystyle M(x)} mit speziellen Funktionen ermittelt:
- für lineare Schnittgrößen-Verzerrungs-Beziehungen ist {\displaystyle k(M(x))=M(x)/EI}
- für nichtlineare Schnittgrößen-Verzerrungs-Beziehungen kann die Verkrümmung {\displaystyle k(M(x))=\mathrm {d} \varepsilon /\mathrm {d} x} mit dem Verfahren der Spannungsintegration iterativ bestimmt werden.

Für Stäbe mit konstanter Längskraft {\displaystyle N} und nur einachsiger Biegung ist es effektiver, die Verkrümmungen {\displaystyle k(M)} vorweg für einzelne Biegemomente {\displaystyle M} zu berechnen und {\displaystyle k(M(x))} aus den Wertepaaren {\displaystyle M} und {\displaystyle k(M)} zu interpolieren. Die Wertepaare {\displaystyle M} und {\displaystyle k(M)} können als Moment-Verkrümmungs-Linie dargestellt werden. Der für zunehmende {\displaystyle M} oder {\displaystyle k(M)} abnehmende Gradient {\displaystyle \mathrm {d} M/\mathrm {d} k} dieser {\displaystyle M}-{\displaystyle k}-Linie gibt die beanspruchungsabhängige Verminderung der Biegesteifigkeit an.

### Anfangswerte als Lösung eines nichtlinearen Gleichungssystems
Zur numerischen Lösung der Differentialgleichungen sind bei einachsiger Biegung zwei unbekannte Anfangswerte {\displaystyle ZA} in den Zustandsgrößen {\displaystyle Z=[Q,M,\varphi ,w]} iterativ zu bestimmen, bei zweiachsiger Biegung vier. Mit den Anfangswerten darf die numerische Berechnung der Differentialgleichungen keine Differenzen gegenüber den beiden bekannten Endwerten {\displaystyle ZE} in den Zustandsgrößen am Stabende belassen. Für die iterative Berechnung der Anfangswerte kann das Broyden-Verfahren verwendet werden.